# Zwitsers voetbalkampioenschap 1900/01
In 1900/01 werd het vierde seizoen van het nationale voetbalkampioenschap in Zwitserland georganiseerd.

## Modus
De Serie A werd in twee groepen verdeeld. Voor een overwinning kreeg een team twee punten en voor een gelijkspel een. De winnaar van elke groep plaatste zich voor de finale.

## Groep Oost
| Plaats | Team                    | Wed | Winst | Gelijk | Nederl. | Saldo | Punten |
| ------ | ----------------------- | --- | ----- | ------ | ------- | ----- | ------ |
| 1      | Grasshopper-Club Zürich | 10  | 9     | 0      | 1       | 55:13 | 18     |
| 2      | FC Zürich               | 10  | 8     | 1      | 1       | 42:12 | 17     |
| 3      | Fire Flies Zürich       | 10  | 4     | 2      | 4       | 16:20 | 10     |
| 4      | BSC Old Boys Basel      | 10  | 3     | 1      | 6       | 10:35 | 7      |
| 5      | FC Basel                | 10  | 2     | 2      | 6       | 21:35 | 6      |
| 6      | Fortuna Basel           | 10  | 1     | 0      | 9       | 6:35  | 2      |

## Groep West
| Plaats | Team                 | Wed | Winst | Gelijk | Nederl. | Saldo | Punten |
| ------ | -------------------- | --- | ----- | ------ | ------- | ----- | ------ |
| 1      | FC Bern              | 6   | 5     | 0      | 1       | 16:2  | 10     |
| 2      | FC La Chaux-de-Fonds | 6   | 3     | 0      | 3       | 13:10 | 6      |
| 3      | Servette FC Genève   | 6   | 2     | 0      | 4       | 10:11 | 4      |
| 4      | FC Neuchâtel         | 6   | 2     | 0      | 4       | 7:13  | 4      |

## Finale
| Gaststad | Datum         | Team                    | Team    | Uitslag |
| -------- | ------------- | ----------------------- | ------- | ------- |
| Aarau    | 31 maart 1901 | Grasshopper-Club Zürich | FC Bern | 2:0     |
| Aarau    | 14 april 1901 | Grasshopper-Club Zürich | FC Bern | 2:0     |

De finale moest herspeeld worden omdat de Grasshoppers bij de eerste wedstrijd een niet-speelgerechtigde speler opgesteld hadden.
1897/98 ·
1898/99 ·
1899/00 ·
1900/01 ·
1901/02 ·
1902/03 ·
1903/04 ·
1904/05 ·
1905/06 ·
1906/07 ·
1907/08 ·
1908/09 ·
1909/10 ·
1910/11 ·
1911/12 ·
1912/13 ·
1913/14 ·
1914/15 ·
1915/16 ·
1916/17 ·
1917/18 ·
1918/19 ·
1919/20 ·
1920/21 ·
1921/22 ·
1922/23 ·
1923/24 ·
1924/25 ·
1925/26 ·
1926/27 ·
1927/28 ·
1928/29 ·
1929/30 ·
1930/31 ·
1931/32 ·
1932/33 ·
1933/34 ·
1934/35 ·
1935/36 ·
1936/37 ·
1937/38 ·
1938/39 ·
1939/40 ·
1940/41 ·
1941/42 ·
1942/43 ·
1943/44 ·
1944/45 ·
1945/46 ·
1946/47 ·
1947/48 ·
1948/49 ·
1949/50 ·
1950/51 ·
1951/52 ·
1952/53 ·
1953/54 ·
1954/55 ·
1955/56 ·
1956/57 ·
1957/58 ·
1958/59 ·
1959/60 ·
1960/61 ·
1961/62 ·
1962/63 ·
1963/64 ·
1964/65 ·
1965/66 ·
1966/67 ·
1967/68 ·
1968/69 ·
1969/70 ·
1970/71 ·
1971/72 ·
1972/73 ·
1973/74 ·
1974/75 ·
1975/76 ·
1976/77 ·
1977/78 ·
1978/79 ·
1979/80 ·
1980/81 ·
1981/82 ·
1982/83 ·
1983/84 ·
1984/85 ·
1985/86 ·
1986/87 ·
1987/88 ·
1988/89 ·
1989/90 ·
1990/91 ·
1991/92 ·
1992/93 ·
1993/94 ·
1994/95 ·
1995/96 ·
1996/97 ·
1997/98 ·
1998/99 ·
1999/00 ·
2000/01 ·
2001/02 ·
2002/03 ·
2003/04 ·
2004/05 ·
2005/06 ·
2006/07 ·
2007/08 ·
2008/09 ·
2009/10 ·
2010/11 ·
2011/12 ·
2012/13 ·
2013/14 ·
2014/15 ·
2015/16 ·
2016/17 ·
2017/18 ·
2018/19 ·
2019/20 ·
2020/21 ·
2021/22 ·
2022/23